# Robert Pearce
Robert Pearce   (Wyaconda, 29 de febrer de 1908 - Lloydminster, 15 de març de 1996) va ser un lluitador estatunidenc, especialista en lluita lliure, que va competir durant les dècades de 1920 i 1930.
El 1932 va prendre part en els Jocs Olímpics de Los Angeles, on va guanyar la medalla d'or en la competició del pes gall del programa de lluita lliure.